# 三井金屬
三井金屬（日语：三井金属鉱業株式会社、みついきんぞくこうぎょう）是日本的一家冶金企業，也是三井集團的大型非鐵金屬企業之一，是日經平均指數的成份股之一。該公司曾長期業績欠佳，但在1993年之後業績好轉。

## 外部連結
- 三井金属 （页面存档备份，存于）